# 石山花椒
石山花椒（学名：Zanthoxylum calcicola）为芸香科花椒属下的一个种，亦是世界上其中一種最辣的椒。

## 扩展阅读
- 維基物種上的相關：石山花椒